# Staltach
Staltach ist ein Ortsteil der oberbayerischen Gemeinde Iffeldorf im Landkreis Weilheim-Schongau. Der Weiler liegt etwa zwei Kilometer nordnordöstlich vom Iffeldorfer Ortskern.

## Geschichte

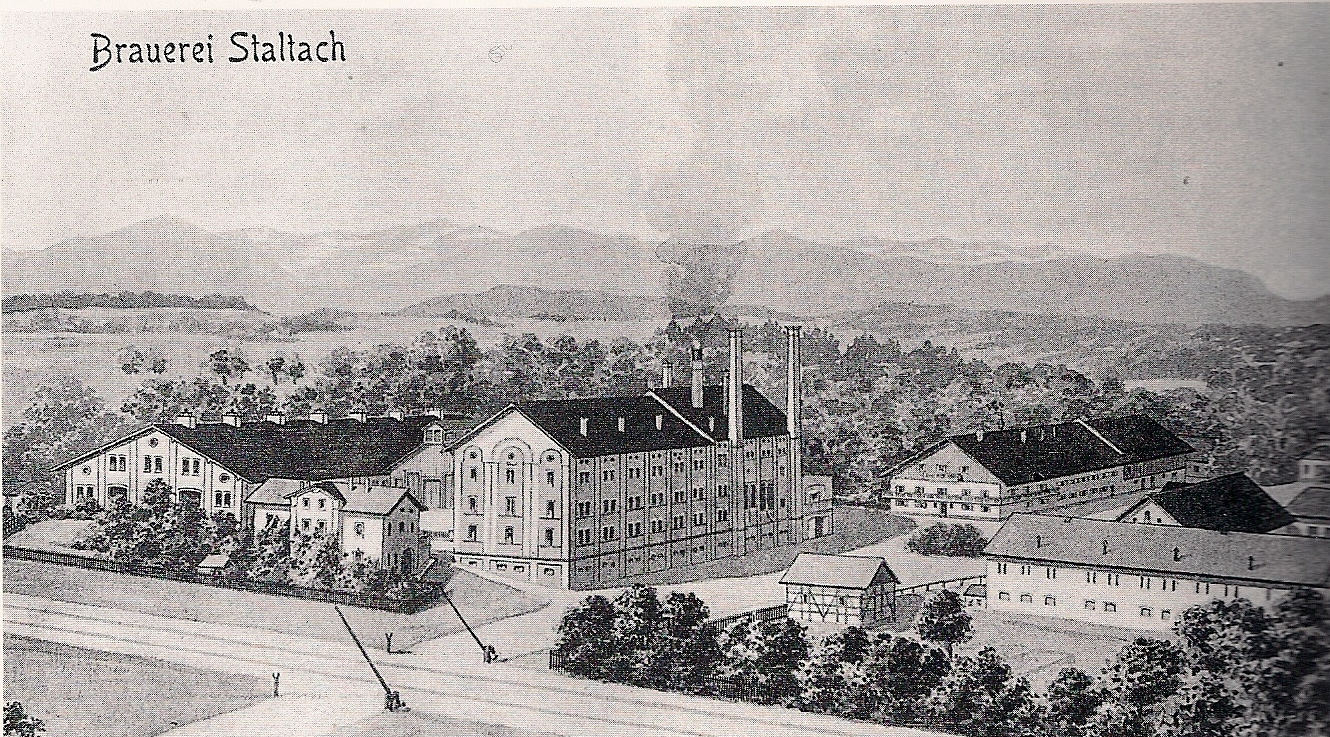
Brauerei Staltach um 1930

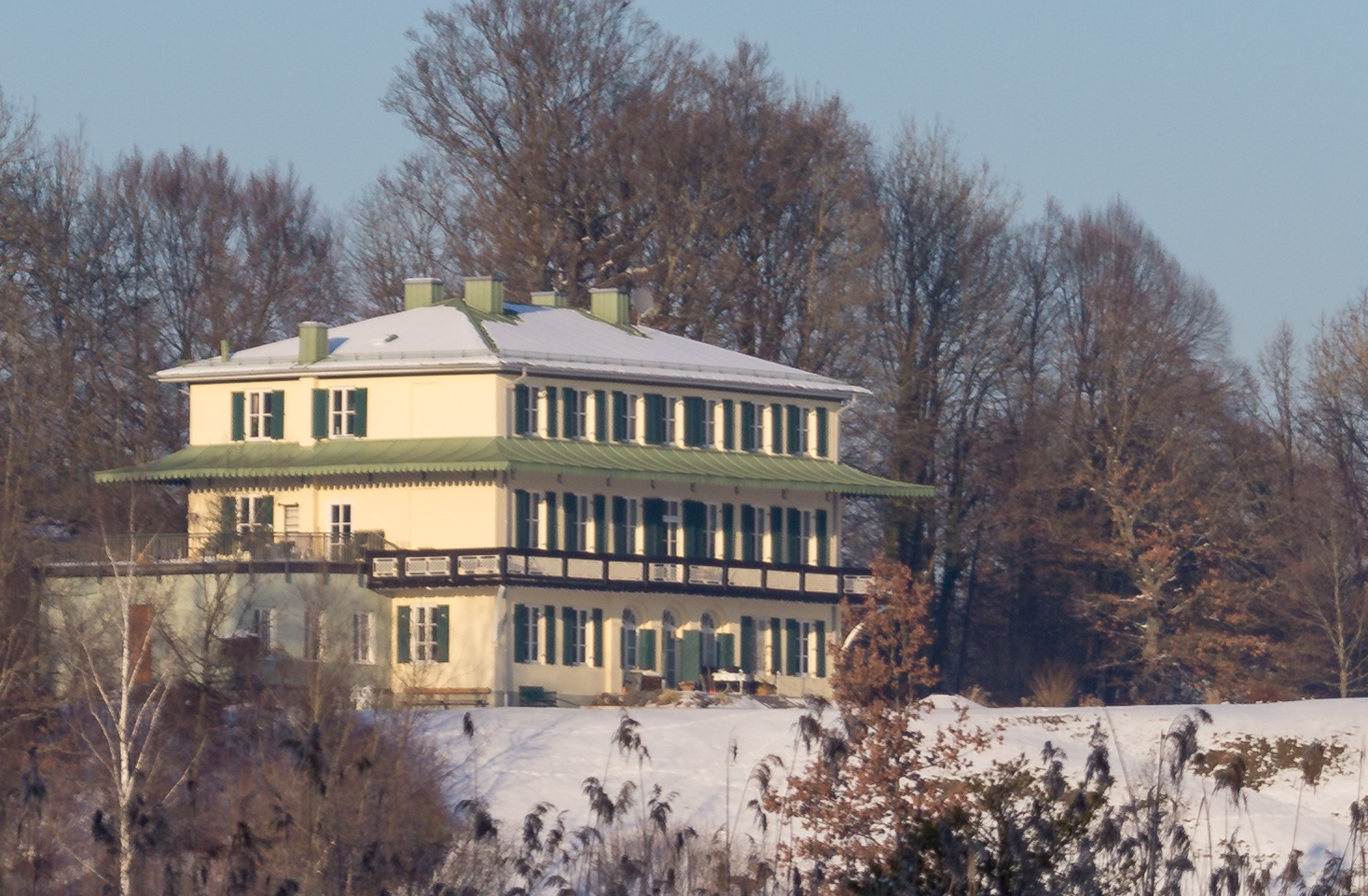
Maffeische Villa in Staltach

Vermutlich erstmals erwähnt wird Staltach als „Staltan“ im Urbar der Herren von Seefeld-Peißenberg aus der Zeit zwischen 1300 und 1320. Die Hofmarkenkonskription von 1752 berichtet von zwei dem Kloster Beuerberg zinspflichtigen 1⁄16-Höfen in Staltach, ein dritter war jedoch bereits um 1718 errichtet worden. In der Uraufnahme aus dem 19. Jahrhundert ist der Weiler als „Gestalter“ eingetragen.
Mitte des 19. Jahrhunderts erwarb Joseph Anton von Maffei die drei Staltacher Höfe und bildete aus ihnen das Gut Staltach, welches bis 1961 bestand.
Das Gut Staltach wurde 1865 an die Eisenbahnlinie München–Penzberg angeschlossen, die Bahnlinie verlief zwischen dem östlichen Hof „Beim Beck“ und den beiden westlichen Höfen „Beim Rothschopf“ sowie „Beim Martinbauer“. Der Bahnhof Staltach wurde 2002 in „Bahnhof Iffeldorf“ umbenannt.

### Einwohnerentwicklung
| Jahr | Einwohner | Gebäude (ab 1885 nur Wohngebäude) |
| ---- | --------- | --------------------------------- |
| 1825 | 15        | 3                                 |
| 1861 | 20        | 5                                 |
| 1871 | 68        | 18                                |
| 1885 | 130       | 16                                |
| 1900 | 159       | 14                                |
| 1925 | 147       | 12                                |
| 1950 | 278       | 29                                |
| 1961 | 243       | 22                                |
| 1970 | 60        |                                   |
| 1987 | 59        | 3                                 |